# Suchomimus
A Suchomimus tenerensis a hüllők (Reptilia) osztályának dinoszauruszok csoportjába, ezen belül a hüllőmedencéjűek (Saurischia) rendjébe, a Theropoda alrendjébe és a Spinosauridae családjába tartozó faj.
A Suchomimus („krokodil utánzó”) egy nagy Spinosauridae dinoszaurusz, melynek krokodilszerű pofája volt. Az állat 125–112 millió évvel ezelőtt élt, a kréta korban, Afrika területén.

## Megjelenése

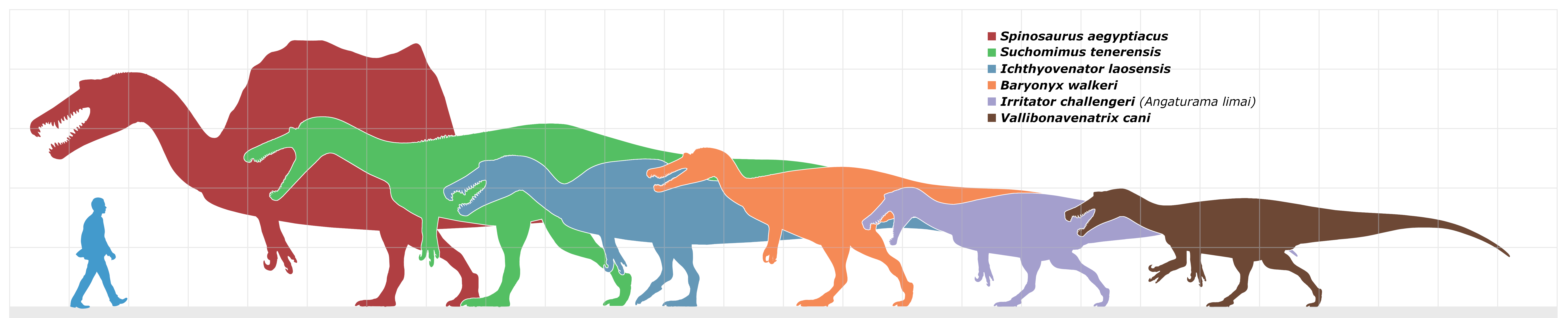
Néhány spinosaurida, köztük a zöld színnel jelölt Suchomimus és az ember méretének összehasonlítása

Eltérően a többi óriás Theropodától, a Suchomimusnak hosszúkás, alacsonyan álló orrlyukai és keskeny állkapcsa volt. Az állkapocsban 100, nem túl éles és befelé hajló fog ült. A pofa elülső része kiszélesedett és rajta rozettaszerűen helyezkedtek el a hosszabb fogak. Az állat hasonlított a halevő krokodilokhoz, mint amilyen a gangeszi gaviál.
A Suchomimusnak a hátgerincén volt egy magas hosszabbodás. Ez vagy segítette az izmok tartását vagy egy bőrvitorlát képezett, ahogy néhol eltúlozva láthatjuk egyes Spinosaurus rajzon. A felfedezett példány figyelmes tanulmányozása, bebizonyította, hogy az állat egy fiatal egyed, ennek hossza 10,3–11 méter, a tömege pedig 2,7–5,2 tonna lehetett. A kutatók feltételezik, hogy a felnőtt állatok elérték a Tyrannosaurus hosszát. A Suchomimus egy erőteljes, masszív hal- és húsevő volt, amely a kréta korban, a Szahara sűrű növényzetű, mocsaras élőhelyein vadászott.

## Rendszerezése
A Suchomimust a Spinosaurusok közé sorolták. A magas hátgerincen kívül, a Suchomimus inkább a Baryonyxra hasonlított. Mind a két fajnak erős karja és nagy sarló alakú karma volt a hüvelykujján. És mint a Baryonyxnál, a Suchomimusnál is a paleontológusok hamarább a karmot vették észre. A Suchomimus jóval nagyobb volt, mint a Baryonyx, de egyes paleontológusok szerint a Baryonyx nem más, mint egy fiatal Suchomimus.

## Felfedezése
Miután egy új Carcharodontosaurus fajt és a Sarcosuchust felfedezte a chicagói Paul Sereno és csapata, 1997-ben bővítette gyűjteményét. A Szaharához tartozó Tenere sivatagban, amely Nigéria területén van, Sereno maradványokat fedezett fel, amelyek kitették a kétharmadát egy hatalmas ragadozónak. Az állatot Suchomimusnak nevezte, magyarul „krokodil utánzót” jelent, mert feje hasonlított a krokodilokéra.